# 于明涛
于明涛（1917年11月29日—2017年5月28日），男，原名马万之，曾用名尚锋，汉族，直隶（今河北省）深县人，中华人民共和国政治人物。
曾任中华人民共和国审计署首任审计长，陕西省人民政府省长，中国审计学会会长等职。是第十一、十二届中共中央委员会委员，还曾是第十三届中共中央顾问委员会委员。

## 生平

### 早年经历
于明涛早年在家乡就参加了抗日斗争，毕业于河北深县简易师范学校。1936年11月加入中国共产党。曾任河北深县小学教员、河北游击军政治部宣传科长、冀中行署武装科科长、固安县县长、冀东三专署秘书主任、晋察冀边区参议员等职；是当时中共在冀东地区的领导人之一。

### 中华人民共和国成立后
在中华人民共和国建国后，于明涛随中共军队南下入湘。曾出任中共湖南省零陵地委副书记、书记，零陵地区行政公署专员和湘南区党委委员兼行署主任等职；主持并领导了中共政权在湖南省南部地区建立初期的工作。后来，于明涛进入中共湖南省委员会工作，并任省委工业部部长、兼省委工业领导小组副组长。1959年“庐山会议”后，于明涛和华国锋同时被增补进中共湖南省委书记处书记；并升任中共湖南省委常委、省委书记处书记、兼省经委主任，主要分管工业、交通以及经贸工作。
自1961年起，于明涛历任中共中南局常委，兼财贸委员会主任；中共广州市委书记、广州市革命委员会副主任；中共湖南省委书记；陕西省省长和河南省长等职务。
1983年6月，于明涛被任命为新成立的国家审计署的第一任审计长。1985年3月任国家审计署特邀顾问，1995年5月离休。
2017年5月28日，于明涛因病医治无效在北京逝世，享年100岁。